# Foster Friess
Foster Stephen Friess (Rice Lake, 2 de abril de 1940-Scottsdale, 27 de mayo de 2021) fue un empresario, inversor y filántropo estadounidense, era un donante prominente del Partido Republicano y de las causas de la derecha cristiana. Buscó sin éxito la nominación republicana para gobernador de Wyoming en las elecciones de 2018, perdiendo en las primarias ante el tesorero estatal Mark Gordon.
En 1999, CNBC calificó a Friess como uno de los «grandes inversores del siglo». En un artículo de 2001, Bloomberg Businessweek sugirió que Friess «puede ser el seleccionador de acciones de crecimiento exitoso que más tiempo ha sobrevivido, habiendo navegado por los mercados durante 36 años, en su propia empresa desde 1974.»

## Primeros años
Friess nació el 2 de abril de 1940 en Rice Lake, Wisconsin. Creció en una granja, donde su padre era comerciante de ganado. Como estudiante de Rice Lake High School, Friess fue elegido Valedictorian y era miembro de los equipos de baloncesto y pista.
Graduado universitario de primera generación, Friess asistió a la Universidad de Wisconsin (ahora Universidad de Wisconsin-Madison), donde obtuvo un título en administración de empresas. Como estudiante, se desempeñó como presidente de la fraternidad Chi Phi, se inscribió en el Cuerpo de Entrenamiento de Oficiales de Reserva y fue nombrado uno de los «diez hombres mayores más destacados».

## Carrera profesional
Después de graduarse de la universidad, Friess se entrenó para ser líder de pelotón de infantería y se desempeñó como oficial de inteligencia para la 1.ª Brigada de Misiles Guiados en Fort Bliss, Texas. En 1964, comenzó su carrera de inversión, uniéndose a la firma miembro de NYSE controlada por la familia Brittingham en Wilmington, Delaware donde finalmente ascendió al puesto de Director de Investigación.
En 1974, Friess y su esposa lanzaron su propia empresa de gestión de inversiones, Friess Associates, LLC. Aunque el éxito llegó lentamente en sus primeros años, la empresa creció a más de $15.7 mil millones en activos gestionados.Forbes nombró al Brandywine Fund, un buque insignia de Friess Associates que se jactó de un promedio de ganancias anuales del 20% en la década de los 80´s como uno de los de mejor desempeño de la década.
En 2001, Friess Associates se asoció con Affiliated Managers Group (AMG), una empresa de gestión de activos, para facilitar la planificación de la sucesión y difundir la propiedad entre sus socios. AMG adquirió una participación mayoritaria en Friess Associates en octubre de 2001 y tenía una participación del 70% en septiembre de 2011. Un amplio grupo de socios de Friess, incluidos la alta dirección y los investigadores, poseía el 20% del capital social, mientras que la familia Friess retuvo el 10%. La empresa fue comprada por sus empleados en 2013.

## Activismo político

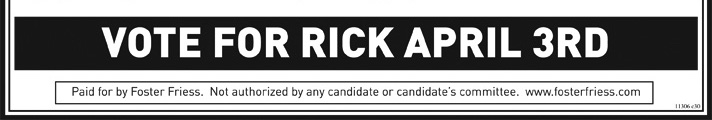
Extracto de un anuncio en un periódico a favor de Santorum financiado por Friess antes de las primarias de Wisconsin de 2012.

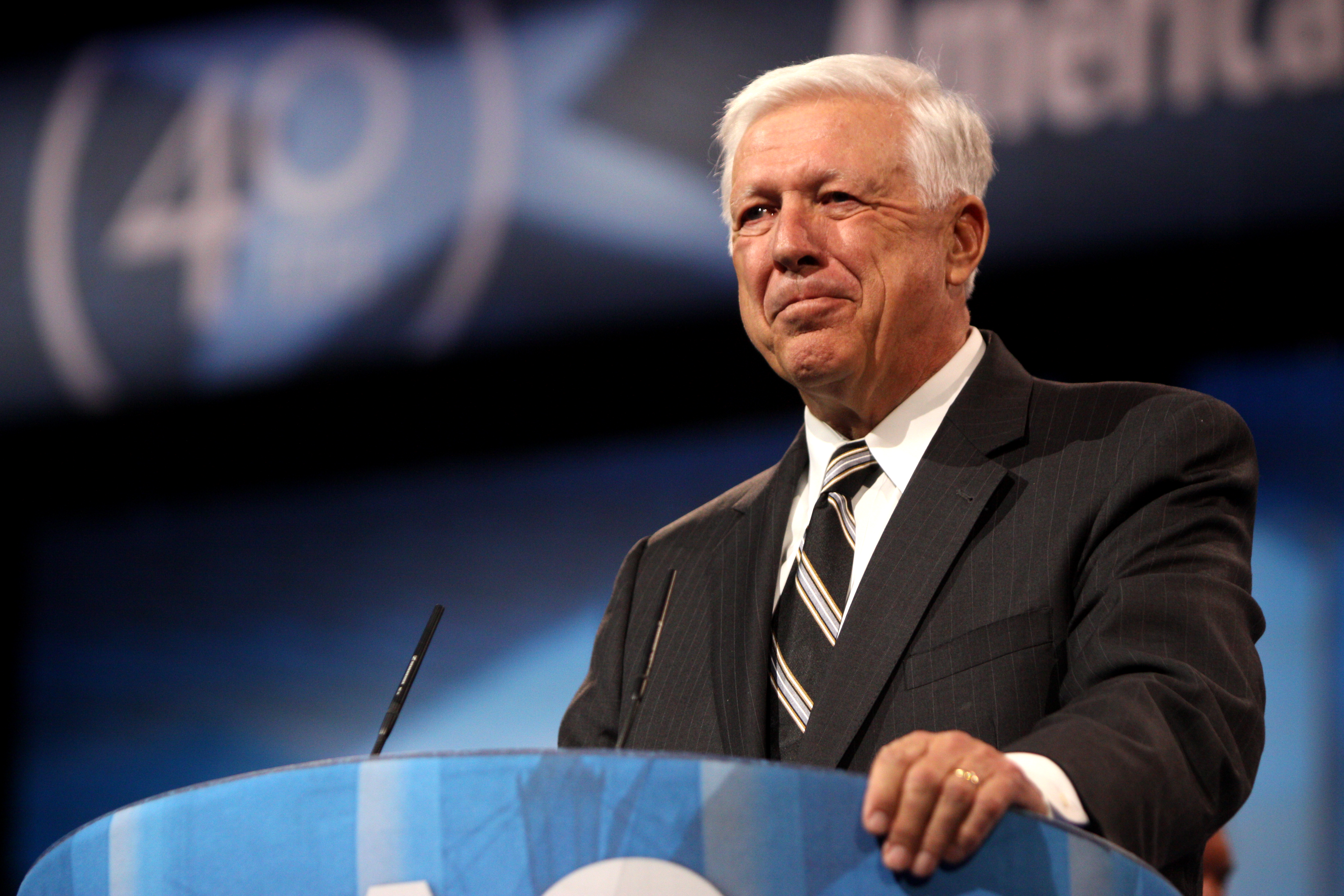
Friess hablando en CPAC 2013.

Friess fue uno de los mayores donantes del Partido Republicano, durante mucho tiempo donó millones de dólares a causas republicanas y conservadoras, especialmente en la derecha cristiana.
Friess donó 250.000 dólares a la campaña de reelección de Rick Santorum en 2006, y al menos esa cantidad a la Asociación de Gobernadores Republicanos. Friess financió en gran medida la infructuosa campaña de Santorum para la nominación presidencial republicana de 2012. Friess jugó un papel decisivo para mantener viva la campaña de Santorum al financiar un super PAC, el Fondo Rojo, Blanco y Azul, que emitió anuncios televisivos en nombre de Santorum, que no pudo ejecutar una campaña televisiva con sus propios fondos. De acuerdo con los archivos de campaña ante la Comisión Federal de Elecciones, las contribuciones de Friess al Fondo Rojo, Blanco y Azul ascendieron a más del 40% de sus activos totales, o $331,000 al 31 de diciembre de 2011.
A raíz de las primarias republicanas de New Hampshire de 2012, y antes de las primarias de Carolina del Sur, Friess le dijo a Politico que estaba «preparando una subvención de desafío para alentar a otros donantes adinerados a donar al Fondo Rojo, Blanco y Azul... dijo que [el fondo] recibió $1 millón en cheques el día después de la votación de New Hampshire». La donación de un millón de dólares se transfirió en cuatro cheques entre noviembre de 2011 y enero de 2012.
Además de la fe de Santorum, la postura provida y las inclinaciones de la política exterior agresiva, la posibilidad de derrotar al presidente en ejercicio, Barack Obama, fue un componente importante de la decisión de Friess de respaldar la campaña de Santorum. Según los informes, Friess consideró importantes contribuciones a American Crossroads, el Superpac fundado por el presidente del Comité Nacional Republicano, Ed Gillespie, y el ex estratega de la Casa Blanca, Karl Rove.
Friess también donó $100,000 al gobernador de Wisconsin, Scott Walker, para ayudar a derrotar el esfuerzo de destitución de los demócratas en 2011. Según los informes, invirtió más de $3 millones en el sitio web The Daily Caller del comentarista conservador, Tucker Carlson. En uno de los seminarios privados semestrales celebrados por los hermanos Koch en junio de 2011, Friess fue reconocido por su donación superior de $1 millón a las actividades políticas de los Koch.
Mientras era entrevistado por la corresponsal de NBC, Andrea Mitchell, con respecto a la anticoncepción, Friess dijo: «Y este anticonceptivo, Dios mío, es tan... es tan... económico, ya sabes, en mis días, usaban la aspirina Bayer como anticonceptivo. Las chicas se lo pusieron entre las rodillas y no fue tan costoso».
Friess también fue asesor de Turning Point USA, un grupo de jóvenes conservadores al que donó capital inicial.
En octubre de 2017, Friess dijo que estaba explorando una posible candidatura para el Senado desafiando al senador de Wyoming John Barrasso por la nominación republicana, a pedido de Steve Bannon. Sin embargo, en abril de 2018, decidió ingresar al abarrotado campo republicano para reemplazar al gobernador de mandato limitado Matt Mead. Friess fue derrotado en las primarias, quedando en segundo lugar detrás del tesorero estatal, Mark Gordon por 38,951 votos (33%) a 29,842 (25,3%).

## Filantropía
Friess y su esposa dirigieron la Friess Family Foundation, que declara que sus actividades incluyen el apoyo a los servicios médicos móviles cristianos, el patrocinio del trabajo de Water Mission para proporcionar agua potable en Malaui y la donación a los esfuerzos de socorro y recuperación después de desastres naturales como el Huracán Katrina, el Terremoto del océano Índico de 2004 y el terremoto de Haití de 2010.
Friess patrocinó un programa de subvenciones de contrapartida para recaudar $2 millones para los esfuerzos de socorro para el tsunami de Indonesia de 2004 y viajó a las áreas más afectadas por el terremoto y el tsunami para hablar con líderes de organizaciones e iglesias locales para identificar los mejores esfuerzos de apoyo. Patrocinó otra subvención de contrapartida para los esfuerzos de ayuda del huracán Katrina, recaudando más de $4 millones.
Apoyó el desarrollo de la Asociación Cristiana de Jóvenes en Maryvale, Arizona, junto con varios programas locales de mentores y ministerios. Fue el donante principal detrás del Friess Family Community Campus, donó $3.7 Millones de dólares en un complejo equipado con campos de fútbol, béisbol, sóftbol y una pista en Rice Lake High School en su ciudad natal.
Friess también ganó fama cuando se difundió la noticia de su fiesta de cumpleaños número 70. En el lujoso evento, anunció que le daría $70,000 a una organización benéfica nominada por sus invitados. Sorprendió a sus invitados al dar a cada una de sus organizaciones benéficas favoritas $70,000, totalizando más de $7 millones. Además, Friess fue el donante principal de una escuela cristiana clásica, Jackson Hole Classical Academy, ubicada en Jackson, Wyoming.
Friess ganó varios premios por su trabajo religioso, incluido el Premio Horatio Alger 2012 de la Asociación Horatio Alger de Estadounidenses Distinguidos, Medalla Canterbury del Fondo Beckett para la Libertad Religiosa, el Premio Adam Smith de Hillsdale College el Premio de Liderazgo Albert Schweitzer de la Fundación de Liderazgo Juvenil Hugh O'Brian el Premio David R. Jones al Liderazgo en Filantropía y una Medalla de Distinción de la Universidad de Delaware.
Según su sitio web, Friess comenzó en 2016 a apoyar Rachel's Challenge, una organización sin fines de lucro que comenzó en nombre de Rachel Scott, la primera víctima de la masacre de Columbine High School, al igualar todas las donaciones hasta $ 100,000. Tras el tiroteo en Parkland de 2018, en un artículo de opinión de USA Today, Friess otorgó una subvención de desafío de $2.5 millones a grupos como Sandy Hook Promise y Rachel's Challenge.

## Vida personal
En 1962 se casó con su compañera de estudios Lynnette Estes, con quien tuvo cuatro hijos. Friess era un nacido de nuevo cristiano.
A Friess se le diagnosticó Síndrome mielodisplásico, un cáncer de médula ósea, en septiembre de 2020. Falleció el 27 de mayo de 2021 en Scottsdale, Arizona a la edad de 81 años.